# مقاطعة تشرداول
مقاطعة تشرداول (بالفارسية: شهرستان شیروان و چرداول) هي مقاطعة تقع في محافظة إيلام في إيران. مركز المقاطعة مدينة سرابلة. يقدر عدد سكانها بـ 56,225 نسمة .